# 奥山雨山自然公園
奥山雨山自然公園（おくやまあめやましぜんこうえん）は、大阪府泉南郡熊取町にある自然公園である。大阪みどりの百選、水源の森百選に選定されている。

## 概要

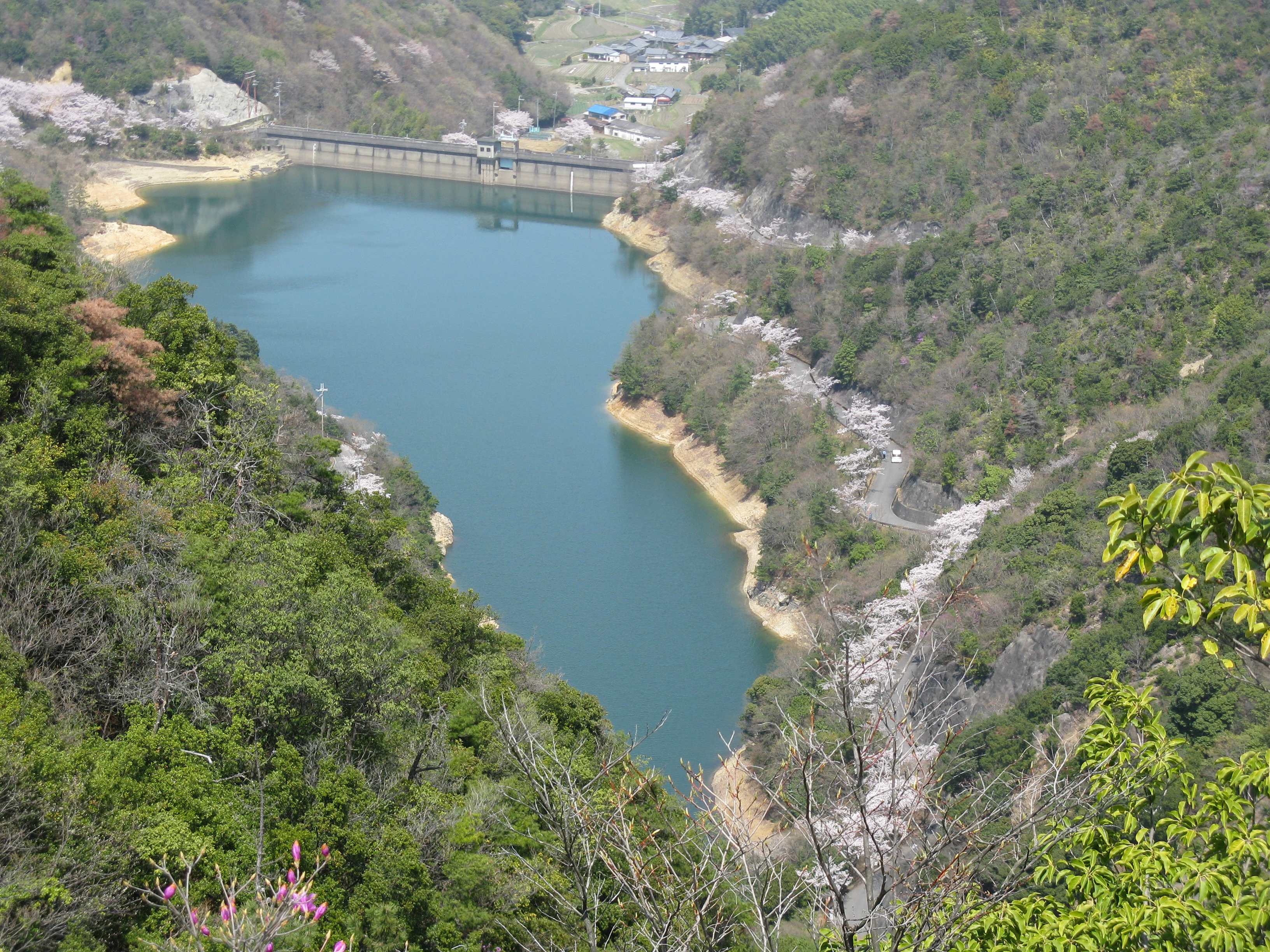
永楽ダム

この自然公園は1980年から1983年にかけて整備がなされていき、1984年7月に完成した。約130ヘクタールの敷地を擁し園内一帯は大阪みどりの百選、水源の森百選などに選定されている。アカマツやヒノキなど天然林が繁り、桜の名所でもある。園内にはハイキングコースが複数造られ、展望台からは和泉葛城山や関西空港などを望むことができる。雨山の麓、自然公園の玄関口たる永楽ダム周辺では、毎年、桜の開花時期になると広場や散策道路沿いの約1,000本のソメイヨシノの木に提灯をつり、「永楽桜まつり」を開催している。年間10万人以上の人々が訪れることでも知られている。2005年には近くにバーベキューや自然教室を楽しむことのできる「野外活動ふれあい広場」がオープンしている。

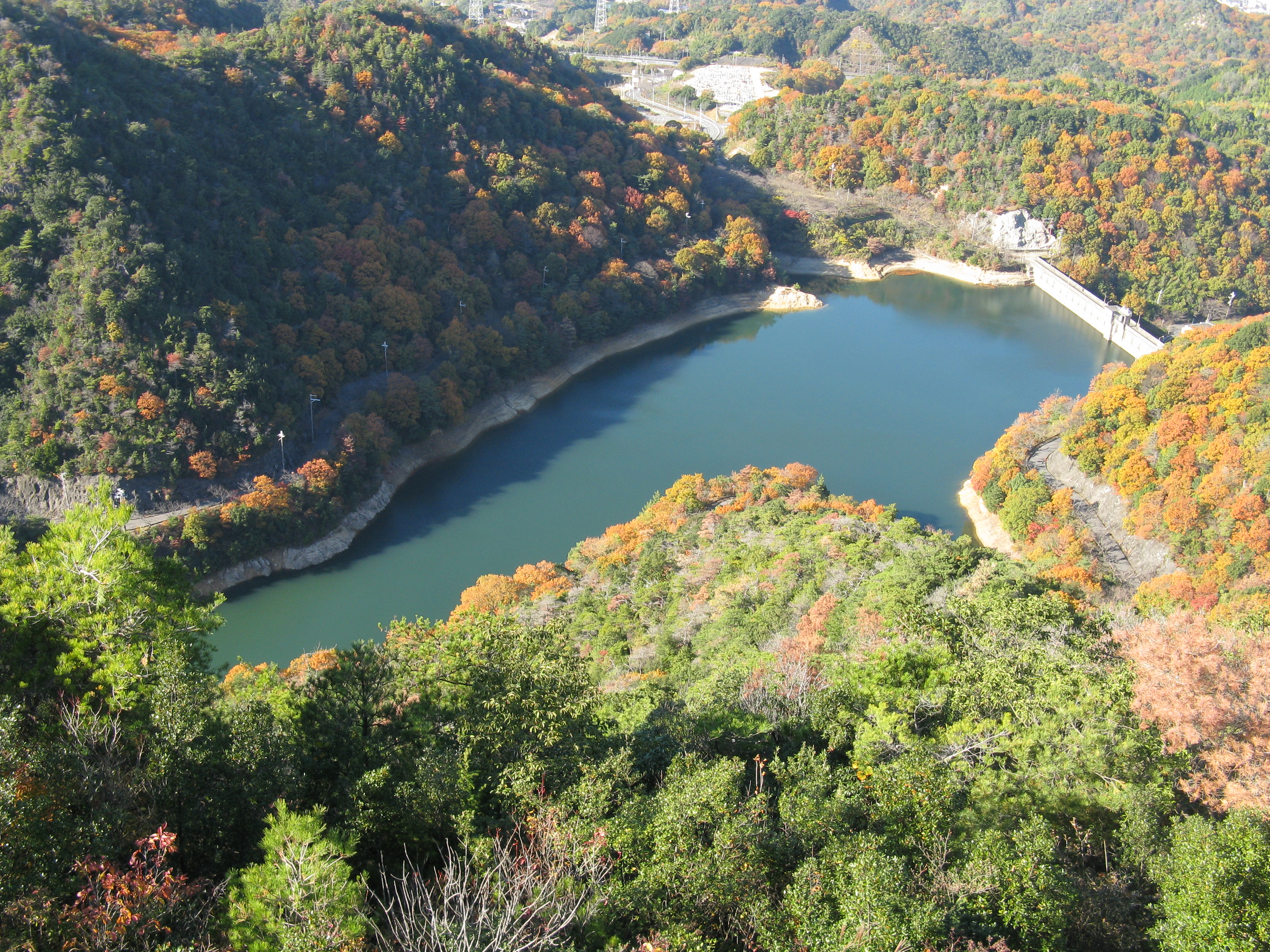
当該公園を付近の山より撮影

現在、自然公園の域内にある土地は以前は、アカマツを主とした松林が多く松茸も採れていたようであるが、昭和期に入り「マツ枯れ」によりアカマツも減少した。その後は、ドングリのなるコナラやウバメガシなどが成長し、ウラジロ、コシダが林床をおおっている。その他、クロマツ、ヒノキ、ヤマザクラも茂っており、その植生は針葉樹：広葉樹＝60：40であり、人工林：天然林＝10：90である。また鳥類では、地元、熊取町の鳥でもあるメジロをはじめヒヨドリ、ウグイスなども観察することもできる。さらには、絶滅が危惧されているオオワシやフクロウの確認もされるなどしており、貴重な自然が残るエリアでもあることがわかる。

## 永楽ダム
園内の中心的施設である永楽ダムは、1965年に起工し、1968年に完成したダムである。このダムは見出川の上流部に、泉州南部地域の灌漑用水及び上水道水を確保するために築かれたダムであり、現在でも熊取町民にとって重要な用水源となっている。また、このダムの桜の道は大阪みどりの百選に選定されている。